# Jodi Benson
Jodi Marie Marzorati Benson (sinh ngày 10/10/1961) là nữ diễn viên, người lồng tiếng và ca sĩ người Mỹ. Bà lồng tiếng cho vai Barbie trong các phim Toy Story 2 và Toy Story 3.

## Đời tư
Benson được nuôi dạy trong môi trường đạo Thiên Chúa, bà tốt nghiệp trường cấp III Boylan Central Catholic ở Rockford, Illinois. Bà kết hôn với nam ca sĩ Ray Benson vào năm 1984. Họ sinh được hai người con là McKinley và Delaney.